# Diego García Corrales
Diego García Corrales (Azkoitia, País Basc 1961 - Azpeitia 2001) fou un atleta basc especialista en carreres de fons.

## Biografia
Va néixer el 12 d'octubre de 1961 a la ciutat guipuscoana d'Azkoitia.
Morí, de manera sobtada, el 31 de març de 2001 a la població de Loyola, a mig camí entre Azpeitia i Azkoitia, després de patir un atac de cor mentre s'entrenava per a la mitja marató d'Azkoitia-Azpeitia.

## Trajectòria professional
Va començar la seva carrera esportiva corrent la prova dels 10.000 m. i posteriorment es passà a la prova de marató. La seva fiabilitat competitiva el va dur a ser seleccionat per l'equip d'atletisme espanyol al Campionat del Món d'Atletisme el 1991. El 1994 participà en Campionat d'Europa d'atletisme disputat a Hèlsinki, on obtingué la medalla de plata just per darrere de Martín Fiz i davant d'Alberto Juzdado, aconseguint un dels majors èxits esportius espanyols de la història.
El 1997 va participar en el combinat espanyol participant en la prova de marató del Campionat del Món d'Atletisme disputat a Atenes, on contribuí a la victòria espanyola per equips de la Copa del Món. El setembre d'aquell mateix fou guardonat, amb la resta dels seus companys de selecció, amb el Premi Príncep d'Astúries dels Esports.
L'any 2000 es retirà de l'alta competició.